# Klára Würtz
Klára Würtz (Budapest, 1965) est une pianiste hongroise. Elle est l'épouse du producteur de disque néerlandais, Pieter van Winkel, du label Brilliant Classics. Depuis 1996 elle vit à Amsterdam. Elle enseigne au Conservatoire d'Utrecht.

## Biographie
Klára Würtz est la fille de Ádám et Klára Würtz. Ádám Würtz était un artiste peintre, mais aussi un amoureux de la musique classique. Klára commence dès ses cinq ans les leçons de piano, et de six à quatorze ans elle est membre du chœur d'enfants de la radio hongroise. Elle dit elle-même, à propos de la chorale, qu'il fallait travailler dur, presque comme un service militaire. Le chœur d'enfants a effectué des tournées fréquentes dans différents pays et continents : à l'époque communiste, la Hongrie avait un privilège particulier, ce que Klára a apprécié. Ils ont souvent joué les intermèdes pendant les représentations.
En 1979, elle est admise à la faculté pour les enfants doués de l'Académie Franz Liszt. Les enfants de la talentenklas de Miklósné Máthé avaient généralement autour de sept ou huit ans. Lorsqu'elle a dix-sept ans, ses maîtres sont Zoltán Kocsis, Ferenc Rados et György Kurtág. En 1985, elle remporte le concours de piano Ettore Pozzoli à Milan. En 1988, elle participe au concours de piano de Dublin, et reçoit le prix Schubert. Dans le jury, se trouvait un représentant de la Columbia Artists Management de New York qui lui offre un contrat : un projet visant à promouvoir la musique classique partout aux États-Unis. En 1989, elle obtient son diplôme avec la mention cum laude.
En 1990, en collaboration avec Joan Berkhemer et Nadia David, elle forme le Trio avec piano d'Amsterdam (Klaviertrio Amsterdam). Parallèlement Klara joue en duo avec la violoniste Janine Jansen et plus tard, elle joue régulièrement avec la violoncelliste Timora Rosler. En 1991, elle se rend aux États-Unis pour une centaine de concerts dans 38 États. Cette occasion est un tournant décisif dans sa carrière, car elle quitte les craintes de la scène, et est en mesure d'apprendre à se contrôler. Elle a d'abord vécu et donné des leçons à Groningue, mais, depuis 1996, elle vit à Amsterdam. À l'invitation de Pieter van Winkel du label Brilliant Classics, elle est choisie pour enregistrer dans l'ancienne église Maria Mineur à Utrecht l'intégrale des sonates pour piano de Mozart (1998) dans le cadre de la Mozart Édition, rassemblant l'intégrale des œuvres du compositeur. Klára et Peter sont devenus amis et cinq ans après, ils étaient mariés. En 2001, elle effectue une tournée avec la Nord-West Deutsche Philharmonie en Allemagne et aux Pays-Bas, avec notamment le Concerto pour piano de Schumann. En 2003, Klára Würtz joue Mozart au Carnegie Hall et au Boston Symphony Hall avec l'Orchestre symphonique de Boston sous la direction de Bernard Haitink. En 2006, nouvelle année Mozart, elle est invitée au festival de Salzbourg. 
Sa carrière montre des périodes d'activité et d'autres de silences. Après la naissance de sa fille (2004), elle s'est arrêtée de jouer un an, à cause d'une tendinite aux mains. Mais selon elle, ce n'est pas son ambition, d'être « un top-pianiste ».
Ses nombreux enregistrements couvrent essentiellement la période Classique et Romantique : Mozart, Beethoven, Brahms, Schubert, Schumann, Tchaïkovski.

## Discographie
- 1999 : Bartók, Œuvres pour piano (Globe)
- 2002 : Schumann, Œuvres pour piano, vol. 1. (3CD Brilliant Classics)
- 2005 : Mozart, Piano Sonatas, (5 CD  Brilliant Classics, Compilation, Réédition)
- 2005 : Klára Würtz, piano : Mozart, Schubert, Schumann, Rachmaninoff (4CD Brilliant Classics)
- 2007 : Rachmaninoff, Concerto pour piano no 2 ; Schumann, Concerto pour piano (Brilliant Classics)
- 2010 : Mozart, Concertos K. 467 « Jeunehomme » & K. 271 - Prima La Musica (orchestre de chambre), dir. Dirk Vermeulen (Brilliant Classics)
- 2011 : Schubert, Impromptus (Piano Classics)
- 2012 : The Bartók Album (Piano Classics)
- 2012 : Beethoven, Sonates pour violon - Kristóf Baráti, violon (4CD Brilliant Classics)
- 2013 : Beethoven, Sonates pour violoncelle et variations - Timora Rosler, violoncelle (2CD Brilliant Classics)
- 2014 : Schubert, Sonates en si bémol majeur D.960 ; Sonate en la majeur D.664 (Piano Classics)
- 2014 : Schumann, Fantasiestücke op. 12, Waldszenen op. 82, Arabeske op. 18, Kinderszenen op. 15 (Brilliant Classics)